# Der Seemann und die Nonne
Der Seemann und die Nonne ist ein US-amerikanisch-britischer Kriegsfilm aus dem Jahr 1957. Als literarische Vorlage diente der Roman von Charles Shaw. Es ist ein CinemaScope DeLuxe-Farbfilm der Twentieth Century Fox.

## Handlung
1944 im Südpazifik. Der US-amerikanische Korporal Allison, offensichtlich Überlebender eines Schiffsunglückes während des Pazifikkrieges zwischen den USA und Japan, treibt mit seinem Schlauchboot auf eine Insel zu. Vorsichtig betritt er das Ufer, findet aber nur leere Hütten und Blockhäuser sowie eine Holzkirche mit Turm.
An der Kirchentür taucht plötzlich eine Nonne auf, Schwester Angela. Sie und ein mittlerweile verstorbener Pater waren in den Kriegswirren vor kurzem ebenfalls hierher verschlagen worden.
Allison ist erschöpft, hat Hunger. Sie gibt ihm zu essen, es ist der letzte Rest an Lebensmitteln. Jetzt bleibt ihnen nur noch das, was die Insel ihnen bietet.
Bei einem Jagdausflug entdeckt Allison eine verborgene Höhle, die ihnen als Versteck dient. Sie wollen baldmöglichst die Insel wieder verlassen. Dazu muss das Schlauchboot umgerüstet werden, und sie machen sich gleich an die Arbeit.
Doch sie werden gestört. Plötzlich sind da Flugzeuge, es fallen Bomben, die Japaner bereiten ihre Landung vor. Alles wird zerstört, auch das Schlauchboot. Dann nähert sich ein Kriegsschiff, der Feind ist da.
Die beiden ziehen sich in ihr Versteck zurück und haben ab jetzt Probleme mit der Nahrung, weil sie sich nicht mehr frei bewegen können. Fische roh essen ist nicht Schwester Angelas Sache. Allison schleicht sich in das Lager der Japaner und entwendet unter Lebensgefahr Konservendosen.
Der Korporal und die Nonne, die doch so verschieden sind, kommen sich allmählich näher. Sie erzählt von ihrem bevorstehenden Gelübde, er spricht offen von seiner Liebe zu ihr. Ob sie vielleicht nicht doch? „Heaven knows, Mr. Allison.“ antwortet sie.
Dann beobachten sie nachts am Horizont Geschützfeuer, und wieder überfliegen schwere Maschinen die Insel. Am nächsten Morgen sind die Japaner verschwunden und haben Unterkünfte sowie Proviant zurückgelassen. Jetzt haben die beiden wieder ein Dach über dem Kopf, zu essen und zu trinken. Schwester Angela findet eine Flasche Sake und gibt sie – Alkohol unerfahren wie sie ist – Allison. Er betrinkt sich, spricht im Rausch von seiner Befürchtung, auf Jahre auf der Insel gefangen zu sein, zusammen mit ihr, und schlägt ihr erneut eine Beziehung vor.
Sie wird mit der Situation nicht fertig, flieht in den Regen und versteckt sich im Wald. Am nächsten Morgen findet Allison sie, völlig durchnässt, krank, mit Schüttelfrost. Er ist sehr besorgt um sie, beteuert, er wollte ihr nie zu nahe treten, und trägt sie in die Höhle.
Denn die Japaner sind zurückgekehrt. Schwester Angela braucht trockene Kleider. Also muss Allison wieder ins feindliche Lager, diesmal um Decken zu holen. Er wird überrascht, muss den Soldaten töten, kann aber ungesehen entkommen. Er befreit die Nonne von ihren nassen Kleidern, und nach drei Tagen wacht sie gesund auf.
Der Tote ist gefunden worden, die Japaner durchsuchen die Insel. Büsche und Gras werden niedergebrannt, die Verfolger entdecken die Höhle.
Dann kracht es, aber es ist nicht die Suchtruppe, Amerikaner greifen die Insel aus der Luft an. Die Japaner ziehen sich in ihr Lager zurück. Es wird Abend, am nächsten Morgen werden die Befreier die Insel stürmen, sicher unter großer Gegenwehr der Japaner.
Aber dazu kommt es gar nicht. Allison hatte in der Nacht die Verschlussstücke der japanischen 1,5er Geschütze entfernt. Zwar wurde er während dieser Aktion von den eigenen Kugeln getroffen, aber es ist nicht so schlimm.
Und dann geht es nach Hause. Auf einer Trage liegend, begleitet von Schwester Angela, wird er aufs Schiff gebracht, während die Marines ungläubig zuschauen. Doch der Seemann und die Nonne trennen sich, jeder wird seinen eigenen Weg gehen.

## Hintergrund
- „In einer Szene musste Mitchum durchs Gras kriechen. Huston hat sie viermal wiederholen lassen, bis sie ihm gefiel. Mitchum stand danach auf, drehte sich um und war vom Hals abwärts voller Blut. Er war durch tropische Brennesseln gekrochen. Zudem schnitt er sich auch noch in den Fuß, verstauchte sich den Knöchel, riss sich den gesamten Oberkörper auf, als er sich eine Palme hinabgleiten ließ.“[1]
- „Nach Beendigung der Dreharbeiten waren alle voneinander begeistert, Mitchum von Huston, Huston von Mitchum und dieser wiederum von seinem Co-Star Deborah Kerr.“[1]

- Auf den ersten Blick handelt es sich um einen Kriegsfilm, der voller komödiantischer Momente ist. Es ist nicht der Stil eines Billy Wilders wie in Manche mögen’s heiß mit seinen spritzigen Dialogen. Es sind die leisen Töne, die Mimik der Schauspieler und die verschiedenen Ursprungsmilieus der Akteure, die aber auch zu Verständnisschwierigkeiten führen.

- Der deutsche Titel ist irreführend, da Mitchums Rolle die eines Marineinfanteristen ist.

- Während der Dreharbeiten entdeckte Mitchum den Calypso für sich und nahm anschließend das Album Calypso – is like so… auf.

## Kritiken
- „Mitchum begeistert durch die Art, wie er sehr linkisch, mit jungenhaftem Charme auf die Nonne eingeht.“ (Michael Althen)
- „Ein großartiger Schauspielerfilm.“ (Heyne Filmlexikon)
- „Ansehnlich gespielter Abenteuerfilm, der zwar nicht sonderlich in die Tiefe geht, dennoch für nachdenklich stimmende Unterhaltung gut ist.“ (Lexikon des internationalen Films)[2]
- „Einzigartig und gewaltig.“ (Los Angeles Times)

## Oscar
Der Film wurde 1957 mit zwei Oscar-Nominierungen bedacht:
- „Beste Hauptdarstellerin“ (Deborah Kerr)
- „Bestes Drehbuch“ (John Lee Mahin und John Huston)

Deborah Kerr unterlag Joanne Woodward (Eva mit den drei Gesichtern), und der Oscar für das „beste Drehbuch“ ging an Pierre Boulle (Die Brücke am Kwai).